# Amiibo

Az Amiibo logója

Az Amiibo (アミーボ; Hepburn: Amībo; stlizálva: amiibo) egy vezeték nélküli kommunikációs és adattárolási protokoll, melyet a Nintendo tervezett a Nintendo 3DS, Wii U és Nintendo Switch játékplatformok és az azokkal kompatibilis játékok közötti használatra. A protokoll 2014 novemberében került piacra rendszerszoftver-frissítések és egy Amiibo-engedélyezett figura termékvonal képében, ami formájában és funkcionalitásában a Skylanders, a Disney Infinity vagy a Telepods sorozatokhoz hasonló. Ezek a figurák a rövid hatótávú kommunikációs szabvány (NFC) használatával lépnek kapcsolatba a támogatott videójátékokkal, lehetővé téve az adatok le- és feltöltését a játékokban, akár platformokon keresztül is.
Az Amiibo-figurákat közvetlenül lehet használni a Wii U GamePad, New Nintendo 3DS és a Nintendo Switch Joy Con sorozatokkal, illetve egy adapter segítségével a többi Nintendo 3DS sorozathoz.

## Fejlesztés és történet
A Toys for Bob és az anyacége, az Activision felajánlotta a lehetőséget a Nintendónak, hogy partnerek legyenek egy új, Skylanders néven ismert videójáték-franchiseban, amely RFID-engedélyezett szereplőfigurákat és egy speciális olvasóegységet használ magával a játékkal való kapcsolathoz, és magukon a figurákon olyan adatokat is tud tárolni, mint a megfelelő szereplők statisztikái. Amíg a Nintendo nem fogadta el az exkluzivitási ajánlatot, addig megjelenése után a franchise gyorsan az Activison egyik legsikeresebb franchisesa lett a Spyro the Dragon sorozat spin-offjaként, mely sikerén felbuzdulva a Disney Interactive Studios 2013-ban Disney Infinity címmel egy hasonló koncepciójú játékot jelentett meg.
2013 márciusában a Nintendo bemutatta a Pokémon Rumble U-t, a Wii U első játékát, amely a Wii U GamePad rövid hatótávú kommunikációs szabvány támogatását kihasználva lehetőséget biztosít az interaktív figurák használatára. 2014 májusában egy befektetői találkozón a Nintendo bemutatta egy átfogóbb figuraplatform prototípusát a 3DS és a Wii U konzoljaikhoz, mely úgy lett megtervezve, hogy a figurákat több játékon keresztül lehessen használni. Az új rendszer NFP kódnévvel látták el, ami vagy a „Nintendo Figurine Platform” vagy az „NFC Featured Platform” rövidítése, és az E3 vásárra lett időzítve a hivatalos bejelentése. 2014. június 10-én az E3-előadásuk során a Nintendo hivatalosan is bejelentette az Amiibót, és, hogy a Super Smash Bros. for Nintendo 3DS and Wii U az első játékok között lesznek, melyekben Amiibo-figurákat érintő funkciók is lesznek.
Az Amiibo-figurák első sorozata 2014 novemberében jelent meg. Számos első sorozatú tervezési hibás Amiibo-figura került forgalomba, melyeken különösen magas árakon adtak tovább. Példaképp egy Samus figura, melynek két kezén van ágyú egy helyett, US$2 500-ért kelt el az eBayen, míg egy selejtes, láb nélküli Princess Peach $25 100-ért cserélt gazdát.
Egy 2014 decemberében megjelent New Nintendo 3DS-szoftverfrissítés lehetőséget adott az Amiibo-figurák beolvasására, felismerésére és azok adatának törlésére a konzol rendszerbeállítások menüpontja alatt.

## Támogatott játékok
Minden Amiibo-figura egy bizonyos játékhoz felel meg; a játékának lehetősége van adatok tárolására a figura NFC-címkéjén lévő tárhelyen, az adatokhoz későbbi használatokkor is hozzá lehet férni. A további kompatibilis játék csak olvasható alapon ismerheti fel a játékot. Például a Super Smash Bros. termékvonal figurái csak a Super Smash Bros. for Nintendo 3DS and Wii U játékokból képes adatokat tárolni, de egyéb kompatibilis címekben is lehet használni őket különféle tartalmak megnyitásához. A korábban megjelent Wii U- és 3DS-játékok kaphatnak frissítéséket, melyekkel lehetőségük lehet az Amiibo-figurák felismerésére.
A Super Smash Bros. Amiibo-figurákat a Super Smash Bros. for Wii U-ban számítógép irányította szereplők előhozására lehet használni, melyek vagy a játékos által irányított szereplő oldalán, vagy más számítógép- vagy játékos-irányított, illetve Amiibo-generált szereplők ellen harcolhat. A folytonos használattal az Amiibo megfelelő játékszereplője szintet léphet és új képességeket tanulhat meg.

### Wii U
- Super Smash Bros. for Wii U
- Mario Kart 8[18]
- Hyrule Warriors[10]
- Captain Toad: Treasure Tracker[10]
- Kirby and the Rainbow Curse[19]
- Mario Party 10[18]
- amiibo tap: Nintendo's Greatest Bits[20]
- Splatoon[21]
- Art Academy: Home Studio[22]
- Yoshi’s Woolly World[10]
- Star Fox for Wii U[23]

### Nintendo 3DS
- Super Smash Bros. for Nintendo 3DS[24]
- Ace Combat: Assault Horizon Legacy Plus[25]
- One Piece: Super Grand Battle! X[26]
- Code Name: S.T.E.A.M.[24]
- Xenoblade Chronicles 3D[27]
- Girls Mode 3: Kira Kira Code[28]
- Fire Emblem If[29]
- Animal Crossing: Happy Home Designer[30]
- Chibi-Robo!: Zip Lash[31]

## Amiibo-figurák listája
Az Amiibo-figurák első hulláma 2014. november 21-én jelent meg Észak-Amerikában, míg 2014. november 28-án Európában. A második hullám 2014 decemberében, míg a harmadik 2015 elején jelent meg.
| Szereplő         | Sorozat                             | Megjelenés                                                       | Super Smash Bros. | Mario Kart 8 | Hyrule Warriors | Captain Toad: Treasure Tracker | Kirby and the Rainbow Curse | Yoshi’s Wooly World | Mario Party 10 | Star Fox | Ace Combat: AHL Plus | One Piece: SGBX |
| ---------------- | ----------------------------------- | ---------------------------------------------------------------- | ----------------- | ------------ | --------------- | ------------------------------ | --------------------------- | ------------------- | -------------- | -------- | -------------------- | --------------- |
| Mario            | Super Mario                         | 2014. nov. 21.                                                   | Igen              | Igen         | Igen            | ?                              | Nem                         | ?                   | ?              | ?        | Igen                 | Igen            |
| Peach            | Super Mario                         | 2014. nov. 21.                                                   | Igen              | Igen         | Igen            | ?                              | Nem                         | ?                   | ?              | ?        | Igen                 | Nem             |
| Yoshi            | Yoshi                               | 2014. nov. 21.                                                   | Igen              | Igen         | Igen            | ?                              | Nem                         | ?                   | ?              | ?        | Nem                  | Igen            |
| Donkey Kong      | Donkey Kong                         | 2014. nov. 21.                                                   | Igen              | Igen         | Igen            | ?                              | Nem                         | ?                   | ?              | ?        | Nem                  | Igen            |
| Link             | The Legend of Zelda                 | 2014. nov. 21.                                                   | Igen              | Igen         | Igen            | ?                              | Nem                         | ?                   | ?              | ?        | Igen                 | Igen            |
| Fox              | Star Fox                            | 2014. nov. 21.                                                   | Igen              | Igen         | Igen            | ?                              | Nem                         | ?                   | ?              | ?        | Igen                 | Igen            |
| Samus Aran       | Metroid                             | 2014. nov. 21.                                                   | Igen              | Igen         | Igen            | ?                              | Nem                         | ?                   | ?              | ?        | Igen                 | Igen            |
| Wii Fit Trainer  | Wii Fit                             | 2014. nov. 21.                                                   | Igen              | Nem          | Igen            | ?                              | Nem                         | ?                   | ?              | ?        | Nem                  | Igen            |
| Villager         | Animal Crossing                     | 2014. nov. 21.                                                   | Igen              | Nem          | Igen            | ?                              | Nem                         | ?                   | ?              | ?        | Nem                  | Nem             |
| Pikachu          | Pokémon                             | 2014. nov. 21.                                                   | Igen              | Nem          | Igen            | ?                              | Nem                         | ?                   | ?              | ?        | Nem                  | Nem             |
| Kirby            | Kirby                               | 2014. nov. 21.                                                   | Igen              | Igen         | Igen            | ?                              | Igen                        | ?                   | ?              | ?        | Nem                  | Igen            |
| Marth            | Fire Emblem                         | 2014. nov. 21.                                                   | Igen              | Nem          | Igen            | ?                              | Nem                         | ?                   | ?              | ?        | Nem                  | Igen            |
| Zelda            | The Legend of Zelda                 | 2014. dec. 14.                                                   | Igen              | Nem          | Igen            | ?                              | Nem                         | ?                   | ?              | ?        | Nem                  | Nem             |
| Diddy Kong       | Donkey Kong                         | 2014. dec. 14.                                                   | Igen              | Nem          | Igen            | ?                              | Nem                         | ?                   | ?              | ?        | Nem                  | Nem             |
| Luigi            | Super Mario                         | 2014. dec. 14.                                                   | Igen              | Igen         | Igen            | ?                              | Nem                         | ?                   | ?              | ?        | Igen                 | Igen            |
| Little Mac       | Punch-Out!!                         | 2014. dec. 14.                                                   | Igen              | Nem          | Igen            | ?                              | Nem                         | ?                   | ?              | ?        | Nem                  | Nem             |
| Captain Falcon   | F-Zero                              | 2014. dec. 14.                                                   | Igen              | Igen         | Igen            | ?                              | Nem                         | ?                   | ?              | ?        | Nem                  | Nem             |
| Pit              | Kid Icarus                          | 2014. dec. 14.                                                   | Igen              | Nem          | Igen            | ?                              | Nem                         | ?                   | ?              | ?        | Nem                  | Nem             |
| Rosalina és Luma | Super Mario Galaxy                  | 2015. jan 22. (JP) 2015. feb. (NA) (Target-exkluzív)             | Igen              | Nem          | Igen            | ?                              | Nem                         | ?                   | ?              | ?        | Nem                  | Nem             |
| Bowser           | Super Mario                         | 2015. jan 22. (JP) 2015. feb. (NA)                               | Igen              | Nem          | Igen            | ?                              | Nem                         | ?                   | ?              | ?        | Igen                 | Nem             |
| Lucario          | Pokémon                             | 2015. jan 22. (JP) 2015. feb. (NA) (Toys R Us-exkluzív)          | Igen              | Nem          | Igen            | ?                              | Nem                         | ?                   | ?              | ?        | Nem                  | Nem             |
| Toon Link        | The Legend of Zelda: The Wind Waker | 2015. jan 22. (JP) 2015. feb. (NA)                               | Igen              | Igen         | Igen            | ?                              | Nem                         | ?                   | ?              | ?        | Nem                  | Nem             |
| Sheik            | The Legend of Zelda                 | 2015. jan 22. (JP) 2015. feb. (NA)                               | Igen              | Nem          | Igen            | ?                              | Nem                         | ?                   | ?              | ?        | Nem                  | Nem             |
| King Dedede      | Kirby                               | 2015. jan 22. (JP) 2015. feb. (NA)                               | Igen              | Nem          | Igen            | ?                              | Igen                        | ?                   | ?              | ?        | Nem                  | Nem             |
| Meta Knight      | Kirby                               | 2015. jan 22. (JP) 2015. feb. (NA) (Best Buy-exkluzív)           | Igen              | Nem          | Igen            | ?                              | Igen                        | ?                   | ?              | ?        | Nem                  | Nem             |
| Ike              | Fire Emblem                         | 2015. jan 22. (JP) 2015. feb. (NA)                               | Igen              | Nem          | Igen            | ?                              | Nem                         | ?                   | ?              | ?        | Nem                  | Nem             |
| Shulk            | Xenoblade Chronicles                | 2015. feb. (JP) 2015. feb. (NA) (Gamestop- és EB Games-exkluzív) | Igen              | Nem          | Igen            | ?                              | Nem                         | ?                   | ?              | ?        | Nem                  | Nem             |
| Sonic            | Sonic the Hedgehog                  | 2015. feb.                                                       | Igen              | Nem          | Igen            | ?                              | Nem                         | ?                   | ?              | ?        | Nem                  | Nem             |
| Mega Man         | Mega Man                            | 2015. feb.                                                       | Igen              | Igen         | Igen            | ?                              | Nem                         | Igen                | ?              | ?        | Nem                  | Nem             |

## Fordítás
- Ez a szócikk részben vagy egészben  az   Amiibo című angol Wikipédia-szócikk ezen változatának fordításán alapul.  Az eredeti cikk szerkesztőit annak laptörténete sorolja fel. Ez a jelzés csupán a megfogalmazás eredetét és a szerzői jogokat jelzi, nem szolgál a cikkben szereplő információk forrásmegjelöléseként.